# Mamar Kassey
Cet article concerne le guerrier. Pour le groupe de musique, voir Mamar Kassey (groupe).
Mamar Kassey est un guerrier légendaire qui a étendu les frontières de l’Empire songhaï dans le Sahara au XVIe siècle.